# Forssjö
Forssjö – miejscowość (tätort) w Szwecji, w regionie administracyjnym (län) Södermanland (gmina Katrineholm).
Miejscowość położona jest w prowincji historycznej (landskap) Södermanland, ok. 5 km na południowy wschód od Katrineholm nad jeziorem Forssjösjön i odwadniającą je rzeką Forssjöån (Nyköpingsån).
W Forssjö znajduje się nowoczesny tartak (Forssjö bruk).
W 2010 r. Forssjö liczyło 537 mieszkańców.